# Epidendrum radicans
Espèce
Statut CITES
Epidendrum radicans est une espèce de plante à fleurs de la famille des Orchidaceae. Elle est dénommée communément ground-rooting epidendrum, fire-star orchid, rainbow orchid, et reed-stem epidendrum.

## Description
C'est une orchidée crucifix, souvent confondue avec de nombreux autres membres de la section Schistochila, y compris E.  calanthe, E. cinnabarinum, E. denticulatum, E. erectum, E.  fulgens, E. ibaguense, E. imatophyllum, E.  incisum, E. schomburgkii, E. secundum, et E. xanthinum, entre autres. La caractéristique diagnostique de E. radicans est sa tendance à produire des racines sur toute la longueur de la tige ; les autres orchidées crucifix ne produisent des racines que près de la base. En outre, les fleurs de E. radicans sont resupinate, contrairement aux membres du complexe Epidendrum secundum, E. fulgens, et à de nombreuses autres orchidées crucifix. E. radicans diffère également de E. secundum par l'absence de nectar dans la fleur.
Epidendrum radicans, comme d'autres membres du sous-genre Amphiglottium, est une orchidée sympodiale dont les tiges ne se gonflent pas en pseudobulbes et sont couvertes de gaines imbriquées, qui produit une inflorescence terminale couverte à sa base de gaines imbriquées serrées, et qui produit une  lèvre adnée à la colonne jusqu'à son apex. Le labelle de Epidendrum radicans est trilobé, comme pour les autres membres de la section Schistochila, avec les lobes lacérés typiques des sous-sections Carinata et Tuberculata.
Les graines d'Epidendrum radicans sont assez petites, avec 320 graines par milligramme,.
Le nombre de chromosomes d'un individu collecté en Équateur a été déterminé comme étant 2n=60. D'autres nombres chromosomiques rapportés pour Epidendrum radicans peuvent être 2n=40, 2n = 57, 2n = 62, et 2n = 64.

## Répartition et habitat
C'est une mauvaise herbe commune au bord des routes à des altitudes moyennes en Amérique centrale.

## Écologie
E. radicans fait partie d'un complexe de plusieurs espèces de mauvaises herbes à fleurs orange (y compris Asclepias spp) qui ne sont pas apparentées mais qui sont écologiquement similaires. Les espèces de ce groupe partagent des pollinisateurs ainsi qu'un habitat, et on pense qu'elles présentent ce que l'on appelle une évolution convergente, où des espèces non apparentées « convergent » vers des caractéristiques physiques similaires en raison de pressions évolutives similaires. Paulette Bierzychudek a étudié le comportement des pollinisateurs dans le complexe apparent composé de E. radicans, Asclepias curassavica et Lantana camara, mais n'a pas pu trouver de preuves claires que le mimétisme floral affectait les taux de pollinisation pour l'une ou l'autre des trois espèces.

## Liste des variétés
Selon GBIF (26 septembre 2024) :
- Epidendrum radicans var. obrienianum (Rolfe) Tadgell, 1946
- Epidendrum radicans var. radicans

## Systématique
Le nom correct complet (avec auteur) de ce taxon est Epidendrum radicans Pav. ex Lindl..
Epidendrum radicans a pour synonymes :
- Epidendrum pratense Rchb.f.
- Epidendrum radicans var. chiriquense Schltr.
- Epidendrum radicans var. fuscatum Rchb.f.
- Epidendrum radicans Pav.
- Epidendrum rhizophorum Bateman ex Lindl.